# Ajax Amsterdam
Der Amsterdamsche Football Club Ajax, kurz AFC Ajax oder meistens Ajax und im deutschsprachigen Raum bekannt als Ajax Amsterdam, ist ein Fußballverein aus der niederländischen Stadt Amsterdam. Zusammen mit Feyenoord Rotterdam und der PSV Eindhoven gehört Ajax Amsterdam zu den erfolgreichsten Clubs der Niederlande. Er ist mit 36 Titeln niederländischer Rekordmeister und gehört der obersten niederländischen Spielklasse, der Eredivisie, seit deren Gründung 1956 ununterbrochen an. Ajax ist einer von fünf Vereinen – neben Juventus Turin, dem FC Bayern München, dem FC Chelsea und Manchester United – die den Europapokal der Landesmeister (1971–1973) und die Champions League (1995), den UEFA-Pokal (1992) und den Europapokal der Pokalsieger (1987) gewonnen haben.

## Geschichte

### Anfänge
Einige Studenten der „Hogere Burgerschool“ (HBS) (Gymnasium) an der Weteringschans gründeten in einem Café am Amstelveenseweg 1883 einen Fußballclub. Sie gaben ihm zunächst den Namen Union, benannten ihn aber 1894 um in Foot-Ball Club Ajax, nach dem antiken griechischen Helden Ajax. Nach einem Streit verließen die meisten Mitglieder den Club, der daraufhin auseinanderfiel. Am 18. März 1900 riefen Han Dade, Floris Stempel und Karel Reeser den Club erneut ins Leben. Stempel wurde erster Vorsitzender des Clubs.
Ajax benutzte viele Jahre das clubeigene De Meer Stadion in der Watergraafsmeer, einem Polder im Südosten der Stadt. Für Spiele gegen Feyenoord Rotterdam und andere große Klubs sowie im Europa-Pokal wurde ins größere Olympiastadion Amsterdam von 1928 ausgewichen.
Seine erste Europapokal-Teilnahme erreichte Ajax Amsterdam mit der Qualifikation für den Europapokal der Landesmeister in der Saison 1957/58. Im Achtelfinale traf die Mannschaft auf den DDR-Vertreter BSG Wismut Aue. Nach einem 3:1-Sieg in Aue bezwang man die Erzgebirger eine Woche später in Amsterdam mit 1:0. Im Viertelfinale schied man gegen Vasas Budapest (2:2 und 0:4) aus.

### 1970 bis 1977: Die goldenen Jahre

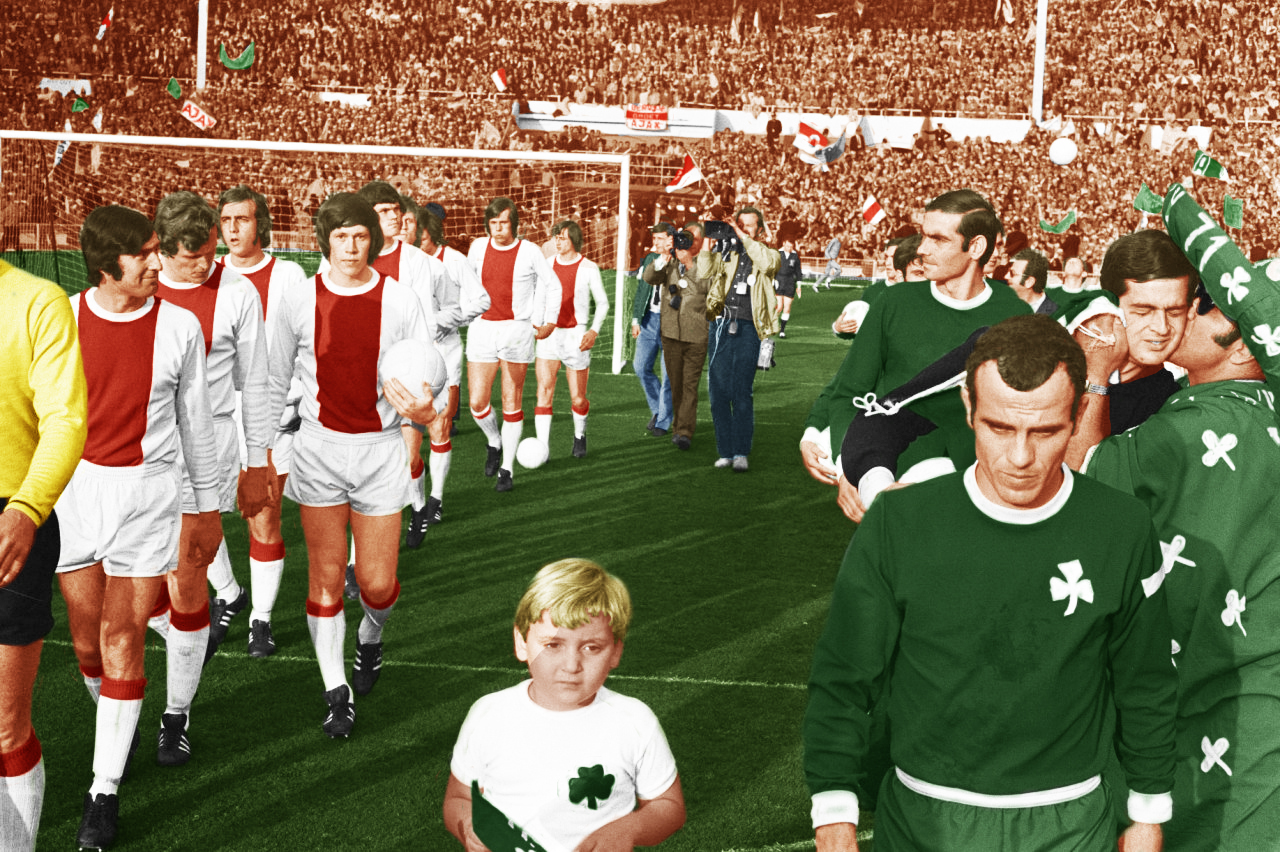
Finale des Europapokals der Landesmeister 1970/71 gegen Panathinaikos Athen

Erfolgreicher gestalteten sich die 1970er Jahre: Unter den Trainern Rinus Michels und Ștefan Kovács gewann die Mannschaft aus Amsterdam mit Spielern wie Johan Cruyff, Johan Neeskens, Horst Blankenburg oder Piet Keizer zwischen 1971 und 1973 dreimal in Folge den Europapokal der Landesmeister. Im Finale von 1969 noch der AC Mailand unterlegen und 1970 lediglich Zuschauer beim ersten Triumph einer niederländischen Mannschaft in diesem Wettbewerb (ausgerechnet Erzrivale Feyenoord Rotterdam schlug Celtic Glasgow), wurde der wichtigste aller europäischen Pokale in den folgenden drei Jahren gewonnen und durfte somit für immer in der Grachtenstadt bleiben. Diese Phase stellt die erfolgreichste der Clubgeschichte dar und ließ Ajax den Ruf eines europäischen Renommierclubs zuteilwerden. Amsterdam begeisterte in dieser Zeit mit Offensivfußball, der später auch durch die niederländische Nationalmannschaft als „totaler Fußball“ weltweit begeisterte.
Der Weltpokal wurde 1972 nach Amsterdam geholt, als gegen den CA Independiente aus Argentinien 1:1 und 3:0 gespielt wurde. In den Jahren 1971 und 1973 verzichtete man als europäischer Vertreter auf die Teilnahme, nicht zuletzt weil Johan Cruyff beim Sieg 1972 ernsthafte Verletzungen davongetragen hatte.
1973 verließ Cruyff seinen Heimatclub, um zum FC Barcelona nach Spanien zu wechseln. Die europäische Hegemonie endete und auch national ging es nach den großen Erfolgen der Vorjahre leicht bergab. Erst 1977 wurde wieder eine Meisterschaft gefeiert. National zwar nach wie vor eine Messlatte, wurden europäische Erfolge in den späten 1970er und 1980er Jahren rar.

### 1978 bis 1991: Jahre des Umbruchs
Zwischen 1980 und 1986 kam der Club in europäischen Wettbewerben nie über die zweite Runde hinaus. Auch Johan Cruyffs Rückkehr 1981 änderte daran nichts, trotz zweier gewonnener Meisterschaften. Nach Cruyffs zweitem Abgang aus Amsterdam als Spieler kehrte er 1985 als neuer Trainer nach Amsterdam zurück und läutete eine neue Ära ein. Mit jungen Spielern wie Wim Kieft, John van ’t Schip, Marco van Basten, Gerald Vanenburg, Jesper Olsen, Dennis Bergkamp und Frank Rijkaard sowie Cruyff auf der Trainerbank wurde 1987 der Europapokal der Pokalsieger im Finale gegen den 1. FC Lokomotive Leipzig gewonnen sowie das Finale der darauffolgenden Saison gegen den KV Mechelen erreicht. Der Erfolg sorgte erneut dafür, dass wichtige Spieler den Club verließen. Van Basten und Rijkaard verbrachten in der Folgezeit erfolgreiche Jahre mit Milan in Italien und auch Johan Cruyff verließ den Club ein weiteres Mal, um diesmal als Trainer beim FC Barcelona ebenfalls große Erfolge zu feiern. Zudem wurde Ajax nach dem Staafincident für die Saison 1990/91 von UEFA-Bewerben ausgeschlossen. National drängte sich in den 1980er-Jahren die PSV Eindhoven als großer Konkurrent um die nationale Meisterschaft auf.

### 1991 bis 1997: Die Ära van Gaal
Mit dem Amtsantritt von Louis van Gaal 1991 begann die wohl zweiterfolgreichste Zeit der Clubgeschichte. Direkt in seiner ersten Saison gewann Ajax den UEFA-Cup und wurde damit nach Juventus Turin der zweite Club, der alle drei europäischen Pokale gewann. Doch auch dieser Erfolg hatte wieder einen spielerischen Aderlass zur Folge: Dennis Bergkamp und Wim Jonk verließen Ajax Richtung Inter Mailand. Allerdings kehrte der damals 31-jährige Frank Rijkaard, mittlerweile in Mailand und Saragossa zu einem der besten Defensivspieler der Welt avanciert, zu Ajax zurück.
Und auch die Ajax-Schule trug wieder Früchte. In der Europacup-Saison 1994/95 wurde im Halbfinale der deutsche Rekordmeister FC Bayern München im Rückspiel beeindruckend aus dem Wettbewerb geworfen. Im Finale wurde der Club unter Trainer Louis van Gaal durch einen 1:0-Sieg in Wien über den AC Mailand Champions-League-Sieger.
In der Saison 1995/96 erreichte man mit einer Mannschaft, die noch zum Teil aus der erfolgreichen des Vorjahres bestand, abermals das Finale um die Champions League, unterlag allerdings nach Elfmeterschießen Juventus Turin. In selbiger Saison wurde im Dezember der Weltpokal gegen Grêmio Porto Alegre gewonnen.
Im August 1996 verließ Ajax sein bisheriges Stadion De Meer und zog in die Amsterdam Arena um. Das letzte Spiel im alten Stadion endete 5:1 gegen Willem II Tilburg, gleichzeitig war dies auch das Abschiedsspiel für viele altgediente Ajacieden. In der Folge konnten wieder viele Spieler nicht gehalten werden – so verließen unter anderem Clarence Seedorf, Edgar Davids, Patrick Kluivert und Jari Litmanen nach und nach den Club.

Eintrittskarte zum Spiel Ajax vs. PSV, 1996

Louis van Gaal verließ den Club ebenfalls im Jahr 1997 und wechselte zum FC Barcelona, sein Nachfolger wurde der frühere dänische Nationalspieler Morten Olsen. Dieser baute um Spieler wie Michael Laudrup, Sunday Oliseh und Schota Arweladse eine nahezu komplett neue Mannschaft auf und errang im Jahr 1998 überraschend und mit großem Vorsprung (17 Punkte auf PSV Eindhoven) die Meisterschaft. Auf europäischer Ebene dagegen war der Erfolg nicht groß, Spartak Moskau stellte im Jahr 1998 im Viertelfinale des UEFA-Cups eine zu große Hürde dar.

### 1998 bis 2010: Achterbahnfahrt
Am 11. Mai 1998 ging Ajax Amsterdam als erster niederländischer Fußballclub an die Börse.
Auf Morten Olsen folgten die Übungsleiter Jan Wouters und Co Adriaanse, denen es nicht gelang, an die erfolgreiche Zeit Mitte der 1990er Jahre anzuknüpfen.
In den Anfangsjahren des 21. Jahrhunderts versuchte Ajax Amsterdam unter anderem mit Trainer Ronald Koeman wieder an alte Erfolge anzuknüpfen. In die Saisons 2004/05 und 2005/06 war man als Favorit auf den Meistertitel gegangen, doch beide Male enttäuschten die Ajacieden und Eindhoven gewann den Titel der Ehrendivision.
Mit großen Ambitionen in die Saison 2006/07 gestartet, ereilte das Team des neuen Trainers Henk ten Cate schon zu Beginn ein schwerer Dämpfer, als die Champions-League-Qualifikation durch ein 0:2 im Heimspiel gegen Kopenhagen verspielt wurde. In der gleichen Saison verpasste Ajax die Meisterschaft aufgrund eines einzigen Treffers, gewann aber den niederländischen Pokal gegen AZ Alkmaar mit 8:7 nach Elfmeterschießen. Anschließend besiegte Ajax Alkmaar noch im Playoff-Finale (1:2, 3:0) und sicherte sich so die Teilnahme an der Qualifikation zur Champions League. Es gelang Ajax aber nicht, sich für die Gruppenphase zu qualifizieren. Sie verloren zweimal gegen Slavia Prag, zu Hause 0:1 und auswärts 2:1. Im UEFA-Cup schließlich gelang es Ajax nicht, sich gegen Dinamo Zagreb durchzusetzen. Das Team gewann zwar in Zagreb mit 1:0, unterlag jedoch zu Hause mit 2:3 und schied aufgrund der Auswärtstorregelung aus.
Auch die Saison 2007/08 verlief ähnlich. Die Mannschaft von Interimstrainer
Adrie Koster verpasste am letzten Spieltag die Möglichkeit, PSV vom vierten Titelgewinn in Folge abzuhalten. Noch schlimmer folgte es daraufhin in den Play-offs zur Champions-League-Qualifikation: Der viermalige Sieger der Champions League bzw. des Europapokals der Landesmeister scheiterte im Finale der Play-offs an Twente Enschede und verpasste so zum dritten Mal in Folge die Teilnahme am so prestigeträchtigen Wettbewerb.
Während der Saison 2008/09 war Marco van Basten Trainer des Clubs. Er trat aber kurz vor Saisonende von seinem Posten zurück. Ajax erreichte nur den dritten Schlussrang und zeigte insgesamt eine für seine Ansprüche enttäuschende Saison. Van Basten wurde anschließend durch den ehemaligen Trainer des Hamburger SV, Martin Jol, ersetzt. Für diesen stand es zur Aufgabe die Mannschaft zur Meisterschaft zu führen. Mit einem Torverhältnis von 106:20 hatte man zwar mit Abstand das beste der gesamten Liga und in Luis Suárez (35 Tore) den besten Angreifer der Saison 2009/10, doch reichte es trotzdem nur zu Rang zwei hinter Twente Enschede. Damit verpasste das Team die Meisterschaft um nur einen Punkt. Ausschlaggebend waren dabei die Niederlagen gegen die PSV Eindhoven (3. Spieltag), Twente (13. Spieltag) und den FC Utrecht (16. Spieltag). Als versöhnlichen Abschluss der Saison wurde nach Ende der Meisterschaft das Pokalendspiel gegen Feyenoord Rotterdam gewonnen. Beim 4:1-Sieg trafen Suárez und Siem de Jong je doppelt.

### 2010 bis 2018: Zurück zu alter Stärke

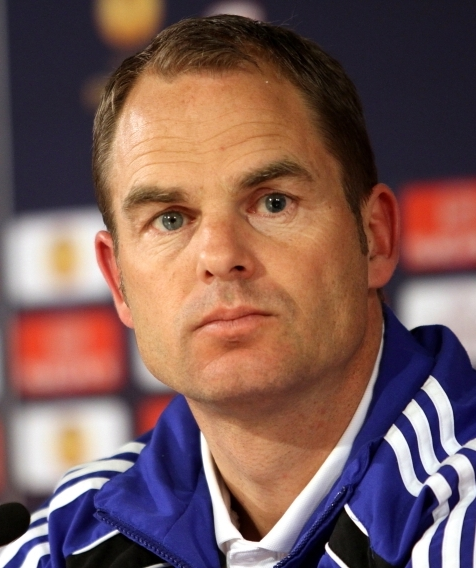
Frank de Boer, Meistertrainer 2011

In der Saison 2010/11 gelang es wieder, sich für die Gruppenphase der Champions League zu qualifizieren. Die Play-off-Spiele gegen Dynamo Kiew endeten 1:1 in Kiew, das Rückspiel wurde mit 2:1 gewonnen. Zuvor setzte man sich bereits gegen PAOK Saloniki durch. In der Gruppenphase traf die Mannschaft von Martin Jol auf Real Madrid, die AC Mailand und die AJ Auxerre. Mit zwei Siegen und einem Unentschieden reichte es zu Rang drei hinter Madrid und Mailand. Damit qualifizierte man sich allerdings für die K.-o.-Phase der Europa League, scheiterte aber bereits im Achtelfinale an Spartak Moskau. In der Eredivisie hielten die Ajax-Spieler ständig Kontakt zur Spitzenposition und lieferten sich einen Dreikampf mit Vorjahresgewinner FC Twente Enschede und der PSV Eindhoven. Erst am letzten Spieltag sicherte sich Amsterdam die erste Meisterschaft seit 2004. In die Saison war der Klub mit Trainer Jol gegangen, der im Dezember 2010 durch Frank de Boer ersetzt worden war. Dieser brachte sein neues Team auf die Gewinnerstraße. In der Winterpause wurde Ajax-Star Luis Suárez zum FC Liverpool verkauft. An dessen Stelle rückte Siem de Jong, der zusammen mit seinem Sturmpartner Mounir El Hamdaoui 25 Saisontore erzielte. Als Vorlagengeber wusste der Däne Christian Eriksen zu überzeugen. Die Abwehr hingegen kassierte mit 30 Gegentreffern die wenigsten aller achtzehn Eredivisie-Teams und war damit ebenfalls wichtiges Glied beim Erfolg von 2011.
In der Saison 2011/12 bestätigte Ajax die Leistung der Vorsaison. Mit letztendlich sechs Punkten Vorsprung vor Verfolger Feyenoord Rotterdam sicherte sich das Team von Frank de Boer die erneute Meisterschaft. Einen Eckpfeiler auf dem Weg zum Titel bildete die Offensive um Siem de Jong, dem alleine 13 der insgesamt 93 erzielten Tore in der Saison gelangen. Es blieb der einzige Titelgewinn der Spielzeit, da man im Pokal bereits im Achtelfinale durch eine 2:3-Heimniederlage gegen Alkmaar ausgeschieden war. In der Champions League bekam es Ajax in der Gruppenphase mit Real Madrid, Olympique Lyon und Dinamo Zagreb zu tun. Während Real die Gruppe mit 6 Siegen beendete, duellierten sich Lyon und Ajax um den 2. Platz. Nachdem beide direkten Duelle 0:0 endeten, setzten sich letztendlich die Franzosen aufgrund des besseren Torverhältnisses durch. Ajax musste folglich in der Europa League weiterspielen, wo man es in der 3. Runde auf Manchester United traf. Nach einer 0:2-Heimniederlage im Hinspiel genügte ein 2:1-Sieg im Old Trafford nicht und Ajax schied aus.
In der kommenden Saison verließen namhafte Spieler wie Jan Vertonghen, Vurnon Anita und Gregory van der Wiel den Verein. Ajax verstärkte sich im Gegenzug unter anderem mit Niklas Moisander von AZ Alkmaar und Ryan Babel von 1899 Hoffenheim. In der Liga war Amsterdam erneut das Maß aller Dinge und sicherte sich mit sechs Punkten Vorsprung den Titel-Hattrick. Im Pokal war hingegen einmal mehr der AZ Alkmaar eine Nummer zu groß. Eine 0:2-Niederlage bedeutete das Halbfinal-Aus. Als niederländischer Meister spielte Ajax auch in der Saison 2012/13 in der Champions League. In der sogenannten „Todesgruppe“ mit Borussia Dortmund, Real Madrid und Manchester City gelang Amsterdam ein beachtlicher 3. Platz was den erneuten Einzug in die Europa League bedeutete. Wie im Vorjahr war in der 3. Runde Endstation als man, nach einem 2:0-Sieg im Hinspiel, im Rückspiel Steaua Bukarest mit 0:2 unterlag und im späteren Elfmeterschießen ausschied.
Nach dem Meistertitel 2012/13 war man automatisch für die Champions League qualifiziert. Man wurde erneut Dritter in einer Gruppe mit dem FC Barcelona, der AC Mailand sowie Celtic Glasgow. In der Europa League war nach dem Ausscheiden ebenso wieder in der dritten Runde Schluss, man scheiterte dieses Mal am FC Salzburg mit 1:6 nach Hin- und Rückspiel. Durch den erneuten Meistertitel war man in der Folgespielzeit erneut fix für die Champions League qualifiziert. In einer starken Gruppe mit dem FC Barcelona, Paris Saint-Germain sowie APOEL Nikosia wurde man wie schon in den beiden vorherigen Jahren Dritter und durfte in der Europa League weiterspielen. Dort überstand man die dritte Runde durch einen Sieg über Legia Warschau und scheiterte im Achtelfinale nach Verlängerung am FK Dnipro.
Im folgenden Jahr musste Ajax bereits in der Qualifikationsphase zur Königsklasse einsteigen und schied dort im Duell mit dem österreichischen Vizemeister SK Rapid Wien in der dritten Qualifikationsrunde aus. Durch einen Sieg im Europa-League-Play-off gegen den FK Jablonec qualifizierte sich das Team anschließend für die Gruppenphase, in der man ausschied.
2015/16 wurde erneut die Vizemeisterschaft errungen. Frank de Boer verließ Ajax Amsterdam zum Saisonende. Peter Bosz stand ab dem ersten Spieltag der Saison 2016/17 an der Seitenlinie. Durch einen 3:2-Sieg nach Hin- und Rückspiel über PAOK Thessaloniki scheiterte die Mannschaft in den Champions-League-Play-offs am FK Rostow. Somit musste man wieder an der Europa League teilnehmen. Dort wurde man in einer Gruppe mit Celta Vigo, Standard Lüttich und Panathinaikos Athen Gruppensieger und erreichte nach Siegen über Legia Warschau, den FC Kopenhagen, den FC Schalke 04 und Olympique Lyon das Finale, das mit 2:0 gegen Manchester United verloren ging. Beeindruckend war die starke Heimbilanz im Wettbewerb – Ajax gewann alle sieben Heimspiele und musste nur drei Gegentreffer hinnehmen.
In der Spielzeit 2016/17 musste sich Ajax, nach sechs Jahren mit Frank de Boer nun unter Peter Bosz, in der heimischen Liga dem Konkurrenten Feyenoord Rotterdam geschlagen geben und wurde mit einem Punkt Differenz Vizemeister. Somit stand erneut die Qualifikation zur Champions League an, in der man am OGC Nizza scheiterte, und auch in den Europa-League-Play-offs gegen Rosenborg Trondheim war anschließend Schluss. Somit wurde zum ersten Mal seit mehreren Jahren die Teilnahme an einem europäischen Wettbewerb verpasst. Als Konsequenz daraus musste Bosz wieder seinen Trainerposten räumen. Nach interimsweiser Übernahme durch Marcel Keizer stellte das Präsidium im Dezember 2017 Erik ten Hag als Nachfolger vor.

### 2018 bis 2022: Champions-League-Halbfinale und drei Meistertitel in Folge

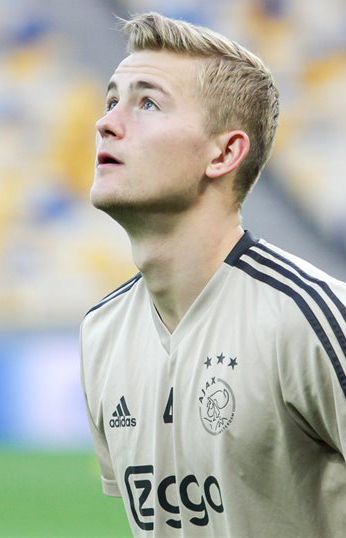
Matthijs de Ligt, Kapitän in der „Double“-Saison 2018/19.

Durch die erneute Vizemeisterschaft, dieses Mal klar hinter der PSV Eindhoven, ging es wieder in die Champions-League-Qualifikation. Jedoch ohne Mitchell Dijks und Justin Kluivert, die in der Sommerpause beide in die Serie A wechselten. Durch Siege über den SK Sturm Graz, Standard Lüttich und Dynamo Kiew gelang wieder der Einzug in die Königsklasse. Nach einem 2:0 im vorletzten Gruppenspiel in Athen gegen AEK war die Teilnahme am Achtelfinale bereits fix. Im Achtelfinale setzte sich Ajax gegen Titelverteidiger Real Madrid durch, das Rückspiel in Madrid wurde 4:1 gewonnen. Im Viertelfinale wurde Juventus Turin mit einem Gesamtergebnis von 3:2 besiegt. Darüber hinaus hatten sich alle Eredivisie-Klubs darauf geeinigt, die durch PSV und Ajax aus der Champions League generierten Einnahmen zu teilen. Am 5. Mai 2019 gewannen die Hauptstädter mit 4:0 im Finale des KNVB-Pokals gegen Willem II Tilburg und errangen ihren 19. Pokalsieg. Nach einem 1:0 in London ging eine 2:0-Führung in der ersten Halbzeit im Rückspiel gegen Tottenham noch mit 2:3 verloren. Durch die bessere Auswärtsbilanz zogen die Engländer ins Finale der Champions League gegen den späteren Sieger FC Liverpool ein. Eine der besten Spielzeiten der letzten Jahre wurde schließlich am letzten Spieltag der Ligasaison mit dem Gewinn der 34. Landesmeisterschaft gekrönt.
Im Sommer 2019 folgte die Konsequenz aus der starken Vorsaison; mit dem Kapitän und Abwehrchef Matthijs de Ligt (Juventus Turin) sowie dem Mittelfeldspieler Frenkie de Jong (FC Barcelona) verließen zwei junge Leistungsträger und Erfolgsgaranten den Verein in Richtung europäischer Topvereine. Auch die Dänen Lasse Schöne und Kasper Dolberg wechselten innerhalb Europas. Trotz allem wurde durch ein 2:0 über die PSV auch der nationale Supercup geholt. In der Liga folgte die erste Niederlage erst am 16. Spieltag, zu diesem Zeitpunkt lag der Rivale PSV bereits 10 Punkte hinter den Hauptstädtern. Allerdings war bereits zu diesem Zeitpunkt AZ Alkmaar der direkte Verfolger. In der Königsklasse reichte es hingegen trotz erneuter starker Leistungen nur für den dritten Platz in einer Gruppe mit dem FC Chelsea, dem FC Valencia und dem OSC Lille, was für eine Überwinterung in der Europa League sorgte. Dort wurden im Sechzehntelfinale zwei Partien gegen den FC Getafe bestritten, von denen eine gewonnen und eine verloren wurde. Durch ein Endergebnis von 2:3 schied Ajax allerdings aus. Im nationalen Pokal gelangte die Mannschaft bis ins Halbfinale, wo man gegen den FC Utrecht verlor. Die Ligasaison, die aufgrund eines Regierungsbeschlusses angesichts der Auswirkungen der globalen COVID-19-Pandemie Ende April 2020 abgebrochen wurde, beendete der Verein auf dem ersten Platz. Man war punktgleich mit Alkmaar, hatte jedoch das bessere Torverhältnis, bekam allerdings nicht den Meistertitel zugesprochen. Den direkten Vergleich hatte man verloren (0:1 und 0:2).

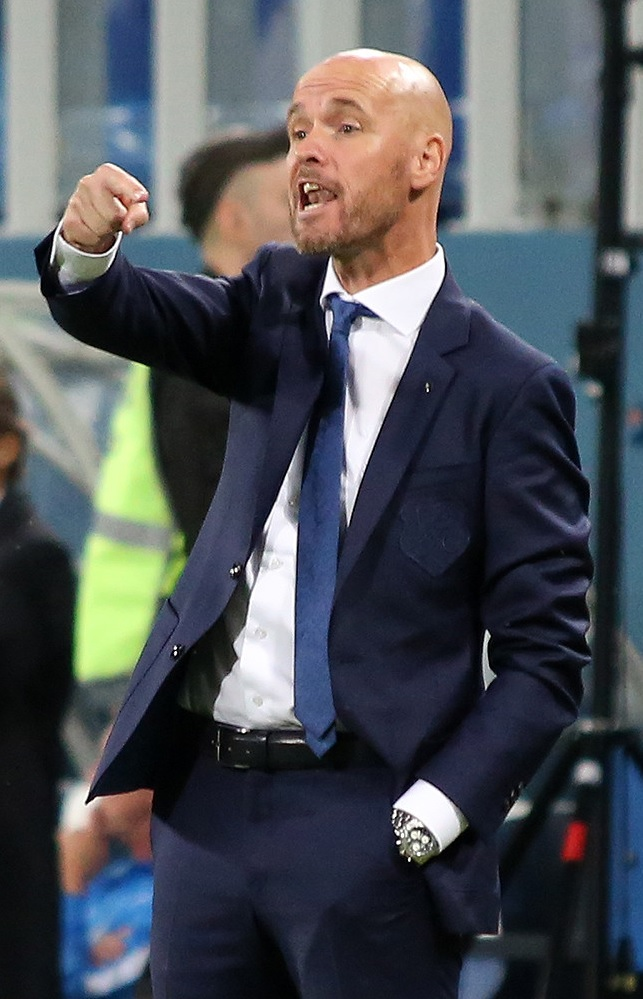
Erik ten Hag, Trainer zwischen Winter 2018 und Sommer 2022.

Bereits im Februar 2020 war bekannt geworden, dass Hakim Ziyech, der mit seinen Toren und Vorlagen entscheidend an den jüngsten Mannschaftsleistungen mitgewirkt hatte, im Sommer zum FC Chelsea wechselt. Ebenfalls verließ Joël Veltman nach 18 Jahren den Verein.
Mit einem 13:0-Erfolg am 24. Oktober 2020 am sechsten Spieltag beim VVV Venlo gelang Ajax der höchste je erzielte Sieg in der Geschichte der Eredivisie. Die Saison 2020/21 beendete Ajax erneut als niederländischer Meister und Pokalsieger, in der Champions League schied man als Gruppendritter hinter dem FC Liverpool und Atalanta Bergamo in der Vorrunde aus, in der Europa League war anschließend im Viertelfinale gegen die AS Rom Schluss.
Marc Overmars, Ex-Spieler und technischer Direktor, trat Anfang 2022 zurück, nachdem bekannt geworden war, dass er über einen längeren Zeitraum an Mitarbeiterinnen des Klubs „unangemessene Nachrichten“ verschickt hatte. Ajax’ Aufsichtsratsvorsitzender Leen Meijaard betonte später, dass Overmars „[…] der wahrscheinlich beste Fußballdirektor war, den Ajax je hatte“. Auch das Fachmagazin kicker resümierte, Overmars hätte „fachlich eine große Lücke“ hinterlassen.

### Seit 2022: Gegenwart
Mitte Mai 2022 gab der Verein die Rückkehr des ehemaligen Assistenztrainers Alfred Schreuder als Trainer zur neuen Saison bekannt. Schreuder folgte auf seinen ehemaligen Chef ten Hag, der seinerseits nach seinem dritten Landesmeistertitel mit dem Verein zu Manchester United wechselte. Neben dem Übungsleiter verließen auch Leistungsträger wie Sébastien Haller (im Schnitt an einem Tor pro Partie direkt beteiligt), Ryan Gravenberch und Noussair Mazraoui, die alle in die Bundesliga wechselten, sowie Nicolás Tagliafico den Verein. Für die bis dahin getätigte Rekordsumme von 31,25 Mio. Euro verpflichtete Ajax hingegen Steven Bergwijn von Tottenham Hotspur, der bereits zwischen 2005 und 2011 in der Ajax-Jugendakademie ausgebildet worden war. Auch für die Verteidigung sowie das Tor wurden Transfers getätigt. In der Champions League verlor die Mannschaft vier von sechs Gruppenspielen (unter anderem mit 1:6 gegen Napoli) und musste als Tabellendritter in der Europa League weiterspielen. In der heimischen Eredivisie startete Ajax hingegen mit sechs teils sehr deutlichen Siegen gut in die Saison, erreichte aber ab Anfang November 2022 sieben Partien in Folge keinen Sieg. Nach dem siebten Spiel, einem 1:1 gegen den Vorletzten und Aufsteiger FC Volendam, trennte man sich von Trainer Schreuder. Geschäftsführer Edwin van der Sar sagte hierzu aus: „In den letzten Wochen wurde immer deutlicher, dass er [Schreuder] das Blatt nicht wenden konnte, während wir glauben, trotz der vielen Transfers über einen starken und meisterschaftswürdigen Kader verfügt zu haben. Wir haben in den letzten Wochen viele Punkte verloren und leider haben wir keine Fortschritte gesehen.“ Ajax stand zu diesem Zeitpunkt, nach Abschluss des 18. Spieltags, nur auf dem fünften Platz und hatte bereits sieben Zähler Rückstand auf Tabellenführer Feyenoord. Zwar hatten die Hauptstädter die meisten Tore erzielt, jedoch auch in den Top 7 die drittmeisten Gegentreffer hinnehmen müssen. Zum 19. Spieltag folgte auf Schreuder der Ex-Ajax-Spieler John Heitinga, bis dahin Coach der zweiten Mannschaft. Unter Heitinga gelang der Mannschaft zwischenzeitlich eine Serie von sechs Spielen ohne Niederlage, allerdings verlor man in der Folge trotz allem wichtige Spiele wie gegen den ewigen Rivalen PSV (0:3) sowie Feyenoord (2:3). Am Saisonende verpasste Ajax sowohl den Einzug in die Champions League wie auch die Verteidigung des Meistertitels. Darüber hinaus scheiterte man in der Europa League in der Play-off-Runde am 1. FC Union Berlin. Im nationalen Pokalfinale traf Ajax zum vierten Mal innerhalb der Saison auf Eindhoven und verlor auch dieses Aufeinandertreffen, allerdings erst im Elfmeterschießen.
Heitingas Nachfolger wurde im Sommer 2023 der bisherige Trainer von Sparta Rotterdam, Maurice Steijn, Geschäftsführer Edwin van der Sar trat hingegen von seinem Amt zurück. Neben Jurriën Timber, Mohammed Kudus und Edson Álvarez (gingen alle in die englische Premier League) verließen auch weitere Leistungsträger wie Davy Klaassen sowie der langjährige Kapitän Dušan Tadić Amsterdam. Tadić hatte vor seiner Vertragsauflösung Kritik am neuen Sportdirektor Sven Mislintat geübt und sich unter anderem auch für eine Weiterbeschäftigung Heitingas eingesetzt. Von den 156 Millionen Euro, die Ajax durch Spielerverkäufe in der Sommertransferperiode eingenommen hatte, wurden 109 Millionen in neue Spieler reinvestiert. Allerdings rückte der Verein nicht von seiner Linie ab, keine „großen Namen“ zu verpflichten. Exemplarisch hierfür wären Diant Ramaj oder Jakov Medić zu nennen, die man aus Deutschland holte. Ramaj war bis dato Ersatztorwart bei Eintracht Frankfurt gewesen, Medić hingegen kam vom Zweitligisten FC St. Pauli. Mislintat soll, so das Portal Spox.com, bei vielen Transfers beispielsweise Trainer Steijn nicht mit einbezogen haben. Bedeutende ehemalige Spieler wie Marco van Basten, Rafael van der Vaart und Arie Haan sprachen in der Folge von „Fehleinkäufen“ und dem „fehlenden Niveau“ des Kaders. Mindestens „die Hälfte“ der neuen Spieler, so beispielsweise Haan, wäre „nicht gut genug für Ajax“. Zwei Siegen und einem Remis zu Saisonbeginn folgten neun sieglose Partien in Serie, wobei sechs davon verloren gingen. Seit dem Jahr 1964 war keine Mannschaft Ajax Amsterdams mehr so schlecht in eine Spielzeit gestartet. Hervorzuheben wäre hier das 0:4 im Klassieker gegen Titelverteidiger Feyenoord. Überschattet wurde die Partie, bei der in der Johan-Cruyff-Arena keine Auswärtsfans zugelassen waren, von Randalen, die von Ajax-Fans ausgingen. Es flogen Becher und Pyrofackeln auf den Rasen, weshalb das Spiel nach der 55. Minute beim Stand von 0:3 abgebrochen wurde. Auf dem Vorplatz des Stadions konnten weitere randalierende Anhänger von der Amsterdamer Polizei nicht daran gehindert werden, ins Stadion zu gelangen, woraufhin sich Spieler und Funktionsteams in den Kabinen einschlossen. Der Rest der Partie wurde wenige Tage später unter Ausschluss der Öffentlichkeit nachgeholt und Ajax kassierte noch einen weiteren Gegentreffer, ohne aber selbst ein Tor zu erzielen. Im Nachgang wurde Sportdirektor Mislintat vom interimistischen Geschäftsführer Jan van Halst von seinen Aufgaben entbunden. Wenig später gingen Louis van Gaal, ehemaliger Jugendspieler des Vereins, sowie dessen Trainer von 1991 bis 1997, und Ajax wieder eine Geschäftsbeziehung ein. Angestellt wurde der an Prostatakrebs erkrankte 71-Jährige von Portugal aus als externer Berater. Nach dem achten Spiel in Folge ohne einen Sieg (ein 3:4 in Utrecht am 9. Spieltag) einigten sich der mittlerweile auf dem vorletzten Rang stehende Klub und Coach Maurice Steijn auf eine Beendigung des Arbeitsverhältnisses. Einen Spieltag später unterlagen die Amsterdamer in Eindhoven und rutschten so auf den letzten Platz, was zuvor in der Eredivisie noch nie der Fall gewesen war. Im Vorfeld des ersten Siegs seit Ende August 2023 (ein 3:2 gegen den RKC Waalwijk) stellte der Verein John van ’t Schip als neuen Trainer an, der bereits lange Jahre als Spieler in Amsterdam tätig gewesen und Ajax 14 Jahre zuvor interimistisch von der Bank aus betreut hatte. Nach dem Waalwijk-Spiel verlor Ajax wieder drei Ligaspiele in Folge, ehe bis zur Winterpause 14 Punkte aus sechs Spielen geholt wurden. Somit stand der Verein nach 16 Spieltagen auf dem 5. Rang, allerdings mit beispielsweise acht Zählern Rückstand auf den viertplatzierten Konkurrenten AZ Alkmaar. Aus der Europa League musste sich Amsterdam mit nur einem Sieg ebenfalls verabschieden und rutschte in die Conference League ab, in der im Achtelfinale das Ausscheiden gegen Aston Villa erfolgte. Im letzten Spiel des Jahres 2023 schied Ajax auch im Landespokal aus, als man mit einer B-Elf vom Viertligisten USV Hercules besiegt wurde. Die Eredivisie-Saison beendete Ajax, das sich unter van ’t Schip zunehmend stabilisierte, auf Rang 5, der den Einzug in die Europa-League-Qualifikationsphase bedeutete. Bereits im März hatte der Chefcoach aber angegeben, nach Saisonende eine andere Tätigkeit innerhalb des Vereins ausüben zu wollen.
Neuer Trainer wurde der bisherige Übungsleiter des OGC Nice, Francesco Farioli. Unter diesem griff man ab dem 8. Spieltag in den Meisterschaftskamp ein, der schließlich im neuen Jahr nur noch zwischen Ajax und dem Titelverteidiger PSV ausgetragen wurde. Am 21. Spieltag eroberten die Amsterdamer die Tabellenspitze und distanzierten den Konkurrenten phasenweise um neun Punkte. Zwischen dem 30. und dem 33. Spieltag blieb das Team sieglos und verspielte so in der Endphase der Saison noch die Meisterschaft. Sowohl in der Europa League wie auch im nationalen Pokal scheiterte Ajax bereits im Achtelfinale, weshalb erneut kein einziger Titel geholt wurde. Auf Farioli folgte im Amt des Cheftrainers John Heitinga, der zwischenzeitlich zwei Jahre Assistenztrainer in der Premier League gewesen war.

## AFC Ajax NV
Die Profifußballabteilung ist aus dem Verein in eine Aktiengesellschaft (niederländisch naamloze vennootschap, kurz NV), die AFC Ajax NV, ausgegliedert, deren Aktien an der Börse gehandelt werden. Ajax ist die einzige Fußballorganisation in den Niederlanden, die eine Börsennotierung hat. An ihr hält der Verein 73 Prozent der Anteile. 7,69 Prozent befinden sich im Streubesitz. Die weiteren Aktionäre sind die NN Group zu 5,29 Prozent und Invesco Limited zu 4,99 Prozent. Die 9,03 Prozent Aktienanteile des 2012 verstorbenen Adri Strating halten zu je 3,01 Prozent seine Witwe Monique Strating-Schulte Fischedick sowie seine Kinder Richard und Ingrid Strating.

## Jüdische Symbolik und Fanrivalität
Ajax Amsterdam wird unter Fußballfans seit mehreren Jahrzehnten mit dem Judentum assoziiert. Dies hat nur zum Teil mit historischen Fakten zu tun, wie etwa der Tatsache, dass vor dem Zweiten Weltkrieg das Ajax-Stadion neben einem größeren jüdischen Stadtviertel gelegen hatte und der Klub daher naturgemäß von jüdischen Stadtbewohnern besucht und mitgeprägt wurde, und auch, dass es in der Geschichte von Ajax einige prägende Persönlichkeiten gab, die Juden waren. Dazu gehören der Rekordspieler Sjaak Swart, Bennie Muller und Jaap van Praag, der in den glorreichen 1970er Jahren Vorsitzender des Clubs war (er überlebte die deutsche Besatzung im Zweiten Weltkrieg in einem Versteck). Ajax-Ehrenmitglied und Ex-Präsident des Klubs, Uri Coronel, der einen Großteil seiner Familie im Holocaust verlor, ist jedoch der Auffassung, es sei „unsinnig, Ajax einen Judenklub zu nennen“. Der Club sei dies nach seiner Aussage nie gewesen.
Es waren und sind vor allem die Fans des Klubs, die zur Pflege des Images beitragen. Auf den ihnen und dem Club mitunter entgegengebrachten Antisemitismus begannen sie seit den 1970er Jahren mit einem plakativen Philosemitismus zu antworten. Das Mitführen der Flagge Israels als Fan-Utensil und Tattoos in Form von Davidsternen wurden zu einem Markenzeichen eines Teils der Ajax-Fans. Ein Beispiel hierfür sind die Hooligans der Vereinigung F-side. Dies wiederum führte zu einer Eigendynamik, die teilweise noch heftigere judenfeindliche Reaktionen hervorrief. Sprechchöre gegnerischer Zuschauer wie Hamas, Hamas, joden aan het gas! (Hamas, Hamas, Juden ins Gas!) oder Wir gehen auf Judenjagd waren in den Stadien keine Seltenheit, genauso wie Zischlaute, die ausströmendes Gas imitieren sollen.
Ajax-Fans reagierten auf derartige Anfeindungen der Fans des Clubs Feyenoord Rotterdam – den größten Rivalen – mit Spottgesängen über die Zerstörung Rotterdams durch die Luftwaffe Hitlerdeutschlands im Jahre 1940. Das Lied „Tulpen aus Amsterdam“ wurde dabei zu „Bomben auf Rotterdam“ umgedichtet.
Etwa seit 2005 gibt es verstärkte Bemühungen niederländischer Fußballclubs, in den Stadien rassistische oder beleidigende Gesänge einzudämmen; das Unternehmensmanagement von Ajax reagierte seinerseits auf die anhaltende antisemitische Atmosphäre bei Spielen mit Aufrufen, das demonstrative Zeigen jüdischer Symbole zu unterlassen und den ahistorischen Ruf eines „jüdischen Clubs“ loszuwerden. Dieser Ansatz, die Schuld bei den Ajax-Fans zu suchen, ist umstritten. Das Fußballmagazin 11 Freunde etwa argumentierte, das Geißeln jüdischer Symbolik in der Fankurve sei das „Einknicken vor dem plumpen Antisemitismus und Rassismus“. Antisemit bleibe Antisemit, auch wenn er nicht mehr offen mit Jüdischem konfrontiert werde. Es sei deshalb besser, ihn zu provozieren, damit sich seine Haltung offenbare. Es könne sich außerdem niemand anmaßen, zu bestimmen, wer sich als Jude und Israelfreund fühlen oder ausgeben dürfe und wer nicht.

## Sportliche Erfolge

### National
Ajax Amsterdam gewann bislang 36-mal die niederländische Landesmeisterschaft und ist damit niederländischer Rekordmeister, 20-mal gewann der AFC den Pokal, was ebenfalls den Rekord in diesem Wettbewerb darstellt.
- Niederländischer Meister (36): 1918, 1919, 1931, 1932, 1934, 1937, 1939, 1947, 1957, 1960, 1966, 1967, 1968, 1970, 1972, 1973, 1977, 1979, 1980, 1982, 1983, 1985, 1990, 1994, 1995, 1996, 1998, 2002, 2004, 2011, 2012, 2013, 2014, 2019, 2021, 2022
- Niederländischer Pokalsieger (20): 1917, 1943, 1961, 1967, 1970, 1971, 1972, 1979, 1983, 1986, 1987, 1993, 1998, 1999, 2002, 2006, 2007, 2010, 2019, 2021
- Niederländischer Supercupsieger (9): 1993, 1994, 1995, 2002, 2005, 2006, 2007, 2013, 2019

### International
Neben Juventus Turin, dem FC Bayern München, Manchester United sowie dem FC Chelsea ist Ajax Amsterdam einer von fünf Clubs, der alle drei Europapokal-Turniere gewann. Allein viermal triumphierte Amsterdam bei den Landesmeistern.
- Europapokal der Landesmeister/Champions League: 1971, 1972, 1973, 1995
- Europapokal der Pokalsieger: 1987
- UEFA-Cup: 1992
- UEFA Super Cup: 1972, 1973, 1995
- Weltpokal: 1972, 1995
- International Football Cup: 1962
- Intertoto-Cup: 1968

## Personalien

### Aktueller Kader 2025/26
Stand: 20. Juli 2025
| Nr.        | Nat.         | Name                  | Geburtstag | im Verein seit | Vertrag bis |     |
| Tor        | Tor          | Tor                   | Tor        | Tor            | Tor         | Tor |
| ---------- | ------------ | --------------------- | ---------- | -------------- | ----------- | --- |
| 01         | Tschechien   | Vítězslav Jaroš       | 23.07.2001 | 2025           | 2026        |     |
| 12         | Niederlande  | Jay Gorter            | 30.05.2000 | 2021           | 2026        |     |
| 22         | Niederlande  | Remko Pasveer         | 08.11.1983 | 2021           | 2026        |     |
| 51         | England      | Charlie Setford       | 11.05.2004 | 2021           | 2027        |     |
| Abwehr     |              |                       |            |                |             |     |
| 02         | Brasilien    | Lucas Rosa            | 03.04.2000 | 2025           | 2029        |     |
| 03         | Danemark     | Anton Gaaei           | 19.11.2002 | 2023           | 2028        |     |
| 04         | Japan        | Ko Itakura            | 27.01.1997 | 2025           | 2029        |     |
| 05         | Niederlande  | Owen Wijndal          | 28.11.1999 | 2022           | 2027        |     |
| 13         | Turkei       | Ahmetcan Kaplan       | 16.01.2003 | 2022           | 2027        |     |
| 15         | Niederlande  | Youri Baas            | 17.03.2003 | 2022           | 2028        |     |
| 36         | Niederlande  | Dies Janse            | 17.01.2006 | 2020           | 2029        |     |
| 37         | Kroatien     | Josip Šutalo          | 28.02.2000 | 2023           | 2028        |     |
| Mittelfeld |              |                       |            |                |             |     |
| 08         | Niederlande  | Kenneth Taylor        | 16.05.2002 | 2010           | 2027        |     |
| 18         | Niederlande  | Davy Klaassen         | 21.02.1993 | 2024           | 2027        |     |
| 21         | Niederlande  | Branco van den Boomen | 21.07.1995 | 2023           | 2027        |     |
| 28         | Niederlande  | Kian Fitz-Jim         | 05.07.2003 | 2019           | 2027        |     |
| 31         | Belgien      | Jorthy Mokio          | 29.02.2008 | 2024           | 2027        |     |
| 44         | Niederlande  | Youri Regeer          | 18.08.2003 | 2025           | 2029        |     |
|            | Norwegen     | Sivert Mannsverk      | 08.05.2002 | 2023           | 2028        |     |
| Sturm      |              |                       |            |                |             |     |
| 07         | Spanien      | Raùl Moro             | 05.12.2002 | 2025           | 2030        |     |
| 09         | Niederlande  | Brian Brobbey         | 01.02.2002 | 2022           | 2027        |     |
| 11         | Belgien      | Mika Godts            | 07.06.2005 | 2023           | 2029        |     |
| 17         | Norwegen     | Oliver Edvardsen      | 19.03.1999 | 2025           | 2028        |     |
| 20         | Burkina Faso | Bertrand Traoré       | 06.09.1995 | 2024           | 2026        |     |
| 23         | Niederlande  | Steven Berghuis       | 19.12.1991 | 2021           | 2027        |     |
| 25         | Niederlande  | Wout Weghorst         | 07.08.1992 | 2024           | 2026        |     |
|            | England      | Chuba Akpom           | 09.10.1995 | 2023           | 2028        |     |

### Trainerteam
- Trainer: John Heitinga
- Co-Trainer: Marcel Keizer
- Co-Trainer: Frank Peereboom
- Co-Trainer: Urby Emanuelson
- Torwarttrainer: Harmen Kuperus

### Große Spieler der Clubgeschichte(Auswahl)
Eine umfassende Aufzählung findet sich unter Liste von Spielern von Ajax Amsterdam.
| Torhüter - Jasper Cillessen - Stanley Menzo - Edwin van der Sar - Piet Schrijvers - Maarten Stekelenburg - Heinz Stuy | Abwehrspieler - Daley Blind - Danny Blind - Winston Bogarde - Frank de Boer - John Heitinga - Barry Hulshoff - Ronald Koeman - Ruud Krol - Matthijs de Ligt - Michael Reiziger - Sonny Silooy - Jaap Stam - Wim Suurbier - Joël Veltman - Horst Blankenburg - Cristian Chivu - Velibor Vasović | Mittelfeldspieler - Wim Anderiesen - Ronald de Boer - Johan Cruyff - Edgar Davids - Arie Haan - Frenkie de Jong - Siem de Jong - Wim Jonk - Arnold Mühren - Gerrie Mühren - Bennie Muller - Johan Neeskens - Frank Rijkaard - Dick Schoenaker - Clarence Seedorf - John van ’t Schip - Wesley Sneijder - Rafael van der Vaart - Gerald Vanenburg - Aron Winter - Richard Witschge - Jan Wouters - Frank Arnesen - Michael Laudrup - Søren Lerby - Jesper Olsen - Steven Pienaar - Hakim Ziyech | Stürmer - Marco van Basten - Dennis Bergkamp - John Bosman - Gé van Dijk - Ruud Geels - Cees Groot - Henk Groot - Klaas-Jan Huntelaar - Piet Keizer - Wim Kieft - Patrick Kluivert - Rinus Michels - Marc Overmars - Piet van Reenen - Johnny Rep - Sjaak Swart - Simon Tahamata - Kasper Dolberg - Sébastien Haller - Jari Litmanen - Finidi George - Nwankwo Kanu - Zlatan Ibrahimović - Stefan Pettersson - Dušan Tadić - Luis Suárez |

### Top 10 nach Einsätzen und Toren
(Stand: 11. April 2023; angegeben sind nur Ligaspiele und -tore)
| Einsätze | Einsätze       | Einsätze  | Einsätze |
| -------- | -------------- | --------- | -------- |
| 1        | Sjaak Swart    | 1956–1973 | 463      |
| 2        | Wim Suurbier   | 1964–1977 | 393      |
| 3        | Danny Blind    | 1986–1999 | 372      |
| 4        | Piet Keizer    | 1961–1974 | 364      |
| 5        | Bennie Muller  | 1958–1970 | 341      |
| 6        | Ruud Krol      | 1968–1980 | 339      |
| 7        | Frank de Boer  | 1988–1999 | 328      |
| 8        | Ger van Mourik | 1950–1963 | 301      |
| 9        | Gé van Dijk    | 1942–1957 | 288      |
| 10       | Barry Hulshoff | 1965–1977 | 284      |
|          | .              |           |          |
| 24       | Daley Blind*   | 2008–2022 | 226      |

| Tore                                 | Tore                | Tore                | Tore |
| ------------------------------------ | ------------------- | ------------------- | ---- |
| 1                                    | Piet van Reenen     | 1929–1942           | 214  |
| 2                                    | Johan Cruyff        | 1964–1983           | 205  |
| 3                                    | Sjaak Swart         | 1956–1973           | 174  |
| 4                                    | Henk Groot          | 1959–1969           | 164  |
| 5                                    | Piet Keizer         | 1961–1974           | 146  |
| 6                                    | Marco van Basten    | 1982–1987           | 128  |
| 7                                    | Ruud Geels          | 1974–1978           | 123  |
| 8                                    | Klaas-Jan Huntelaar | 2006–2008 2017–2021 | 122  |
| 9                                    | Wim Volkers         | 1923–1935           | 112  |
| 10                                   | Theo Brokmann       | 1913–1926           | 109  |
|                                      | .                   |                     |      |
| 21                                   | Dušan Tadić         | 2018–20230000       | 074  |
| 22                                   | Davy Klaassen       | 2020–20230000       | 072  |
| fett = noch bei Ajax Amsterdam aktiv |                     |                     |      |

### Die Nummer 14
Im April 2007 gab Ajax Amsterdam anlässlich des 60. Geburtstages von Johan Cruyff bekannt, die Nummer 14 des legendären Spielers nicht mehr zu vergeben.

### Trainerchronik
| Zeitraum  | Name             |
| --------- | ---------------- |
| 1910–1915 | Jack Kirwan      |
| 1915–1925 | Jack Reynolds    |
| 1925–1926 | Harold Rose      |
| 1926–1928 | Sid Castle       |
| 1928–1940 | Jack Reynolds    |
| 1940–1941 | Vilmos Halpern   |
| 1941–1942 | Wim Volkers      |
| 1942      | Dolf van Kol     |
| 1942–1947 | Jack Reynolds    |
| 1947–1948 | Robert Smith     |
| 1948–1950 | Walter Crook     |
| 1950–1952 | Robert Thomson   |
| 1953–1954 | Walter Crook     |
| 1954–1959 | Karl Humenberger |
| 1959–1961 | Vic Buckingham   |
| 1961–1962 | Keith Spurgeon   |
| 1962–1963 | Joseph Gruber    |
| 1963–1964 | Jack Rowley      |
| 1964–1965 | Vic Buckingham   |

| Zeitraum  | Name                        |
| --------- | --------------------------- |
| 1965–1971 | Rinus Michels               |
| 1971–1973 | Ștefan Kovács               |
| 1973–1974 | George Knobel               |
| 1974–1975 | Hans Kraay                  |
| 1975–1976 | Rinus Michels               |
| 1976–1978 | Tomislav Ivić               |
| 1978–1979 | Cor Brom                    |
| 1979–1981 | Leo Beenhakker              |
| 1981–1982 | Kurt Linder                 |
| 1982–1985 | Aad de Mos                  |
| 1985–1988 | Johan Cruyff                |
| 1988      | Kurt Linder                 |
| 1988–1989 | Spitz Kohn et al. (interim) |
| 1989–1991 | Leo Beenhakker              |
| 1991–1997 | Louis van Gaal              |
| 1997–1999 | Morten Olsen                |
| 1999–2000 | Jan Wouters                 |
| 2000      | Hans Westerhof (interim)    |
| 2000–2001 | Co Adriaanse                |

| Zeitraum  | Name                        |
| --------- | --------------------------- |
| 2001–2005 | Ronald Koeman               |
| 2005      | Ruud Krol (interim)         |
| 2005–2006 | Danny Blind                 |
| 2006–2007 | Henk ten Cate               |
| 2007–2008 | Adrie Koster                |
| 2008–2009 | Marco van Basten            |
| 2009      | John van ’t Schip (interim) |
| 2009–2010 | Martin Jol                  |
| 2010–2016 | Frank de Boer               |
| 2016–2017 | Peter Bosz                  |
| 2017      | Marcel Keizer (interim)     |
| 2017–2022 | Erik ten Hag                |
| 2022–2023 | Alfred Schreuder            |
| 2023      | John Heitinga               |
| 2023      | Maurice Steijn              |
| 2023      | Hedwiges Maduro (interim)   |
| 2023–2024 | John van ’t Schip           |
| 2024–2025 | Francesco Farioli           |
| 2025–     | John Heitinga               |

## Nachwuchsarbeit

### Jugendakademie
Die Jugendakademie des Vereins ist seit Jahrzehnten für ihre vorbildliche Arbeit und die Ausbildung vieler späterer National- und Profispieler bekannt. Sie bildete unter anderem Johan Cruyff, Piet Keizer, Marco van Basten, Dennis Bergkamp, die Brüder Frank und Ronald de Boer, Patrick Kluivert, Edgar Davids, Edwin van der Sar, Wesley Sneijder, Rafael van der Vaart sowie Matthijs de Ligt und sogar belgische Spieler wie Toby Alderweireld und Jan Vertonghen aus. Mit Stand vom August 2022 werden Jungspieler in insgesamt zwölf Teams von der U8 bis zur U18 trainiert.
Über die Jahre hat die Akademie ein weitreichendes Kooperationsnetzwerk aufgebaut, zu dem unter anderem folgende Klubs gehören:
- Ajax Cape Town (seit 1999)
- Almere City (seit 2005)
- FC Barcelona (seit 2007)
- Beijing Guoan (seit 2007)
- Cruzeiro Belo Horizonte (seit 2007)[57]
- Palmeiras São Paulo (seit 2010)[58]
- FK AS Trenčín (seit 2012)[59]
- Sagan Tosu (seit 2018)[60]
- Sydney FC (seit 2018)[61]
- Sparta Rotterdam (seit 2019)[62]
- Sharjah FC (seit 2020)[63]
- CF Pachuca (seit 2022)[64]

### Jong Ajax
Jong Ajax ist die zweite Mannschaft des Vereins und funktioniert als eigenständiges Team. Sie trägt ihre Heimspiele im Sportpark De Toekomst aus, zu seltenen Gelegenheiten auch in der Johan-Cruyff-Arena. Die Mannschaft spielte 21 Jahre in der 2016 aufgelösten Beloften Eredivisie, einer Liga, in der ausschließlich Zweitvertretungen von größeren Klubs gegeneinander antraten, und wurde dort mit acht Titeln Rekordmeister. Seit der Saison 2013/14 spielt Jong Ajax nach dem Aufstieg in der zweitklassigen, professionellen Eerste Divisie, ist aber wie alle anderen Reserveteams nicht aufstiegsberechtigt. Aufgrund der professionellen Struktur der Liga innerhalb der Ligenpyramide des KNVB und der semi-professionellen Ausrichtung von Jong Ajax kann nicht mehr ohne weiteres ein Spieleraustausch zwischen Ajax und Jong Ajax stattfinden wie noch zu der Zeit in der „Reserveliga“. Dies ist lediglich innerhalb der Sommer- und Wintertransferfenster möglich, eine Ausnahmeregelung greift bei Spielern, die noch weniger als 15 Spiele für die Profis absolviert haben.
In der Spielzeit 2017/18 errang man das erste Mal den Meistertitel der Eerste Divisie. Ein weiterer großer Erfolg stellt das Erreichen des Halbfinales im KNVB-Pokal 2001/02 dar, das unter Trainer Jan Olde Riekerink erst im Elfmeterschießen gegen den FC Utrecht verloren ging und ein Finale gegen die eigenen Profis verhinderte.
In der Saison 2019/20 wird die Mannschaft von Cheftrainer Mitchell van der Gaag und seinem Co-Trainer Winston Bogarde, ehemaliger Ajax- und niederländischer Nationalspieler, betreut. Weitere ehemalige Spieler wie Michael Reiziger, Aron Winter, Marco van Basten oder Adrie Koster hatten die Mannschaft in der Vergangenheit ebenfalls trainiert.

## Clubrekorde
- Meiste Spiele: Sjaak Swart (463 Ligaspiele, 603 Pflichtspiele[54])
- Meiste Tore: Piet van Reenen (273 Tore)
- Meiste Tore in einer Saison: Henk Groot (41 Tore)
- Erster Nationalspieler für die niederländische Fußballnationalmannschaft: Gerard Fortgens, 1911
- Erster Torschütze für die niederländische Fußballnationalmannschaft: Theo Brokmann, 1919

## Frauenfußball
Ajax gründete am 18. Mai 2012 nach einem Aufruf des KNVB seine Frauenfußballabteilung und nahm mit der Saison 2012/13 erstmals an der Eredivisie teil.
In der Saison 2022/23 gewann die Mannschaft die Meisterschaft in der Eredivisie. Eine Meisterfeier und Ehrung durch die Stadt Amsterdam fand nicht statt, da die Männermannschaft in der Saison zu schlecht war. Eingeladen zu dem Empfang hatte Amsterdams Bürgermeisterin Femke Halsema.

## Stadien
- „Het Veldje“ („Das Feldchen“) 1893–1900
- Amsterdam Nord 1900–1907
- „Het Houten Stadion“ („Das hölzerne Stadion“) 1907–1934
- „De Meer Stadion“ 1934–1996
- Olympiastadion Amsterdam 1930–1996 (für Spiele gegen Feyenoord Rotterdam sowie Europapokalspiele)
- Johan-Cruyff-Arena (bis 2018 Amsterdam Arena) seit 1996

Trainingsgelände
- Sportpark De Toekomst (Sportpark Die Zukunft) seit 1996 (Trainingsstätte der ersten Mannschaft, Spiel- und Trainingsstätte der Jong Ajax, der zweiten Männermannschaft, der Frauen des AFC Ajax Vrouwen, der vier Amateurmannschaften des Clubs (Ajax Zaterdag) sowie des kompletten Jugendbereichs (Ajax Jeugdopleiding) mit 14 Mannschaften)